# A Division 1935-1936 (Irlanda)
La stagione 1935-1936 è stata la quindicesima edizione della League of Ireland, massimo livello del campionato di calcio irlandese.

## Classifica finale
|  | Pos. | Squadra          | Pt | G  | V  | N | P  | GF | GS | DR  |
|  | ---- | ---------------- | -- | -- | -- | - | -- | -- | -- | --- |
|  | 1.   | Bohemians        | 36 | 22 | 17 | 2 | 3  | 73 | 27 | +46 |
|  | 2.   | Dolphin          | 33 | 22 | 15 | 3 | 4  | 66 | 38 | +28 |
|  | 3.   | Cork             | 31 | 22 | 14 | 3 | 5  | 61 | 38 | +23 |
|  | 4.   | Reds United      | 25 | 22 | 12 | 1 | 9  | 45 | 47 | -2  |
|  | 5.   | Waterford        | 23 | 22 | 9  | 5 | 8  | 58 | 53 | +5  |
|  | 6.   | Shamrock Rovers  | 22 | 22 | 10 | 2 | 10 | 61 | 58 | +3  |
|  | 7.   | Dundalk          | 21 | 22 | 9  | 3 | 10 | 43 | 39 | +4  |
|  | 8.   | Sligo Rovers     | 21 | 22 | 9  | 3 | 10 | 48 | 47 | +1  |
|  | 9.   | Drumcondra       | 20 | 22 | 9  | 2 | 11 | 45 | 53 | -8  |
|  | 10.  | St. James's Gate | 19 | 22 | 8  | 3 | 11 | 47 | 42 | +5  |
|  | 11.  | Brideville       | 11 | 22 | 4  | 3 | 15 | 35 | 64 | -29 |
|  | 12.  | Bray Unknowns    | 2  | 22 | 1  | 0 | 21 | 23 | 99 | -76 |

Legenda:

         Campione d'Irlanda.
         Ritirata dal campionato.
Note:
Due punti a vittoria, uno a pareggio, zero a sconfitta.

## Statistiche

### Primati stagionali
| Record - Maggior numero di vittorie: Bohemians (17) - Minor numero di sconfitte: Bohemians (3) - Miglior attacco: Bohemians (73) - Miglior difesa: Bohemians (27) - Miglior differenza reti: Bohemians (+46) - Maggior numero di pareggi: Waterford (5) - Minor numero di vittorie: Bray Unknowns (1) - Maggior numero di sconfitte: Bray Unknowns (21) - Peggiore attacco: Bray Unknowns (23) - Peggior difesa: Bray Unknowns (99) - Peggior differenza reti: Bray Unknowns (-76) |